# كريم وجيه
كريم وجيه (مواليد 1992) هو أستاذ دولي مصري. شارك في كأس العالم للشطرنج 2023 حيث خرج من الدور الأول على يد ماركوس راجر بنتيجة 2½-1½.

## روابط خارجية
- كريم وجيه على موقع الاتحاد الدولي للشطرنج (الإنجليزية)
- كريم وجيه على موقع مباريات الشطرنج (الإنجليزية)
- كريم وجيه على موقع 365Chess.com (الإنجليزية)
- كريم وجيه على موقع Chesstempo.com (الإنجليزية)